# ملات

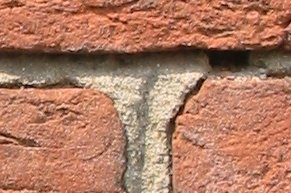
ملات آجرهای هوازده را در کنار هم نگه می‌دارد.

ملات مادهٔ خمیری‌شکلی است که مصالح بنایی را به یکدیگر می‌چسباند و آن‌ها را به دیوار و سایر اجزای ساختمان بدل می‌سازد. عمل پنجگانهٔ زیر را انجام می‌دهند:
1. قطعات را به یکدیگر می‌چسبانند و فضای ما بین آن‌ها را پر می‌نمایند.
2. با یکپارچگی که ایجاد می‌نمایند باعث توزیع تقریباً یکنواخت نیرو می‌شوند.
3. اختلاف اندازه در اجزا را جبران می‌نمایند.
4. موجب می‌شوند قطعات فلزی و مسلح‌کننده‌ها با دیوار، به صورت کامل و یکپارچه عمل کنند.
5. به کمک ایجاد خطوط سایه‌روشن یا تأثیر رنگ موجب پدید آمدن ماهیتی زیبا می‌شوند.

ملات مجموعه‌ای از یک یا چند مادهٔ چسبنده (سیمان، آهک، گچ و…) مادهٔ پرکننده (ماسهٔ شسته و دانه‌بندی‌شده) مادهٔ روان‌کننده (آب) هستند و به میزان کافی به منظور ایجاد حالت خمیری و مخلوط کارایی دارند. این مصالح باید به دقت اندازه‌گیری و مخلوط شوند تا تعادل مطلوبی به برای برآوردن خصوصیات اساسی آن بدهند. مواد خمیری و چسبنده‌ای است که جهت اتصال رج‌ها به یکدیگر و برای به وجود آوردن جسم واحدی از اسکلت و استخوان‌بندی ساختمان به کار می‌رود. وجود این ماده باعث می‌گردد که ساختمان به صورت یکپارچه در آید. از این ماده جهت کارهای گوناگون ساختمانی استفاده می‌شود که انواع مختلفی دارد.

## مواد تشکیل‌دهندهٔ ملات
ساده‌ترین نوع ملات، ملات سیمان-آهک است که از سیمان پرتلند، آهک هیدراته، سنگدانهٔ بی‌اثر و آب ساخته شده‌است. سیمان پرتلند عامل اتصال چسب‌مانند در ملات است. (فقط سیمان پرتلند نوع I و II و III برای استفاده در ملات‌های بنایی توصیه می‌شود) ملاتی که فقط با سیمان پرتلند ساخته شده، «خشن» است، به این معنی که به خوبی روی ماله یا زیر آجر جریان پیدا نمی‌کند، به همین دلیل آهک برای ایجاد صافی و افزایش کارایی به آن اضافه می‌شود. آهک از سوزاندن سنگ آهک یا صدف‌های دریایی (کربنات کلسیم) در کوره تولید می‌شود تا دی‌اکسید کربن را خارج کرده و آهک زنده (اکسید کلسیم) باقی بماند. سپس آهک زنده با افزودن آب واکنش شیمیایی می‌دهد و با آن ترکیب می‌شود تا هیدروکسید کلسیم ایجاد گردد که به آن آهک مرده یا آهک هیدراته گفته می‌شود. فرایند ترکیب، که مقادیر زیادی گرما آزاد می‌کند، معمولاً در کارخانه‌ها انجام می‌شود. آهک هیدراته متعاقباً خشک و آسیاب‌شده و برای حمل‌ونقل بسته‌بندی می‌شود. مشخصات فنیASTM C207 بر تولید آهک نظارت دارد. سنگدانه یا ماسه، باید تمیز باشد و باید برای از بین بردن ذرات خیلی درشت یا خیلی ریز غربال شود. مشخصات فنی ASTM C144 استانداردهایی را برای ماسه ملات تعیین می‌کند. آب همچنین یک عنصر مهم در ملات است زیرا از نظر شیمیایی در سفت شدن سیمان و آهک نقش دارد. آب مصرفی در ملات باید تمیز و عاری از اسید، قلیا و مواد آلی باشد. آبی که قابل شرب است به‌طور کلی برای استفاده در ملات مناسب در نظر گرفته می‌شود.

## مخلوط ملات
مخلوط ملات در استاندارد ASTM C270 مشخص شده‌است. در این استاندارد چهار نوع ملات اصلی، که عمده تفاوت آن‌ها در استحکام است، تعریف شده‌است:
1. ملات نوع N یک ملات همه‌منظوره است که قابلیت چسبندگی و راحتی کار کردن با آن در تعادل است. برای روکش‌های خارجی، دیوارهای خارجی غیر باربر، جان‌پناهها، دودکش‌ها و دیوارهای باربر داخلی توصیه می‌شود.
2. ملات نوع S نسبت به ملات نوع N استحکام چسبندگی خمشی بالاتری دارد. برای مصالح بنایی تقویت‌شدهٔ خارجی، دیوارهای بنایی باربر خارجی و روکش‌ها و دیوارهایی که در معرض نیروهای باد زیاد یا بارهای لرزه‌ای بالا هستند، توصیه می‌شود.
3. ملات نوع O یک ملات کم‌استحکام است که عمدتاً برای مصالح بنایی غیرباربر داخلی و کارهای مرمت تاریخی توصیه می‌شود.
4. ملات نوع M ملات با مقاومت بالا و کارایی کمتر نسبت به ملات‌های نوع S یا N می‌باشد. برای بنایی در زیر سطح زمین، سازه‌های بنایی که تحت بارهای جانبی یا فشاری زیاد قرار دارند، یا سازه‌های بنایی که در معرض یخبندان شدید قرار دارند توصیه می‌شود.

از آنجایی که کار کردن با ملات‌های با مقاومت کمتر نسبت به ملات‌های با مقاومت بالاتر، راحت‌تر است، به عنوان یک قاعدهٔ کلی، معمولاً ملات کم‌مقاومتی که الزامات پروژه را برآورده می‌کند انتخاب می‌شود.

## ملات آهک

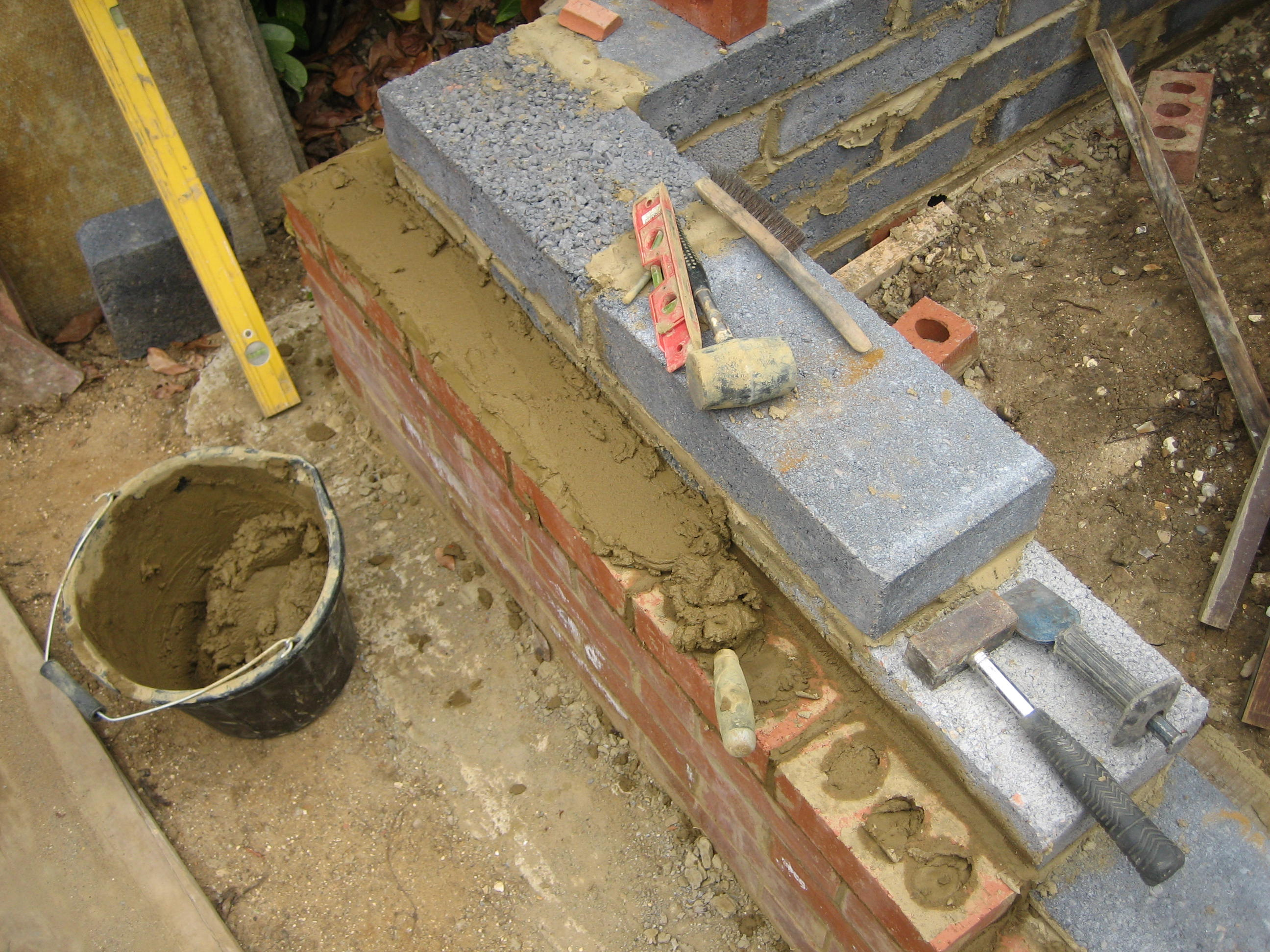
آجرچینی و بلوک چینی توسط ملات سیمانی.

ملات‌های بنایی مدرن با سیمان‌های هیدرولیک ساخته می‌شوند، یعنی سیمانی که با واکنش شیمیایی با آب سفت می‌شود، فرآیندی به نام «هیدراتاسیون» شناخته می‌شود. با این حال، تا اواخر سدهٔ ۱۹ و اوایل سدهٔ ۲۰، ملات، بدون سیمان پرتلند ساخته می‌شد و خود آهک عامل اتصال بود. چنین ملات‌های آهکی سنتی که از ترکیبی از آهک، ماسه و آب ساخته شده‌اند، همچنان در مرمت بناهای تاریخی کاربرد دارند. بر خلاف سیمان‌های هیدرولیک مدرن، آهک یک سیمان غیرهیدرولیک است و ملات‌های ساخته‌شده با آهک به عنوان تنها مادهٔ سیمانی‌کننده، از طریق واکنش با دی‌اکسید کربن موجود در جو سفت می‌شوند. این فرایند که کربناته شدن نامیده می‌شود، به تدریج اتفاق می‌افتد و ممکن است تا سال‌های طولانی ادامه یابد. چنین ملات‌هایی حداقل تا حدی محلول در آب باقی می‌مانند و در صورت ترک‌خوردگی خط موی ناشی از حرکت در دیواره، تا حدی توانایی خودترمیم را حفظ می‌کنند. با افزودن سایر مواد سیمانی می‌توان ملات‌های آهکی با درجات بیشتری از خواص هیدرولیکی ساخت.

## هیدراتاسیون ملات
ملات‌های سیمان هیدرولیک از طریق هیدراتاسیون سفت می‌شوند، و نه با خشک شدن آب آن: به این طریق که در مجموعه پیچیده‌ای از واکنش‌های شیمیایی، آب را می‌گیرند و آن را با اجزای تشکیل‌دهنده سیمان و آهک ترکیب می‌کنند تا یک ساختار بلوری متراکم و قوی ایجاد کنند که ذرات ماسه و مصالح بنایی را به هم متصل می‌کند. سیمان‌های هیدرولیک پس از سفت شدن، غیرقابل انحلال در آب می‌شوند.
ملاتی که مخلوط شده‌است اما هنوز استفاده نشده‌است می‌تواند برای استفاده بسیار سفت شود، چه با خشک شدن و چه با شروع هیدراتاسیون. اگر ملات کمتر از ۹۰ دقیقه قبل از سفت شدن مخلوط شده باشد، فقط خشک شده‌است و بنا می‌تواند با خیال راحت آن را با آب مجدداً مخلوط کند تا دوباره قابل کار شود. اگر ملات استفاده نشده بیش از ۲٫۵ ساعت قدمت داشته باشد، باید دور انداخته شود زیرا شروع به هیدراته شدن کرده‌است. در پروژه‌های بنایی بزرگ، گاهی اوقات یک ماده افزایش دهنده عمر به ملات افزوده می‌شود. این کار به بنا اجازه می‌دهد ملات زیادی را در یک مرحله آماده کند و تا ۷۲ ساعت قبل از دور ریختن آن قابل نگهداری باشد. هنگام کار با آجرهایی که بسیار جاذب آب هستند، ممکن است نیاز باشد ملات از خشک شدن زودرس توسط آجرها محافظت شود. در این شرایط، آجرها درست قبل از ملات‌ریزی کمی مرطوب می‌شوند.

## افزودنی‌های ملات
مشخصات فنی ASTM C1384 افزودنی‌های (admixtures) شیمیایی دیگری را تعریف می‌کند که می‌توان برای تنظیم خواص مختلف ملات به آن اضافه کرد. تسریع‌کننده‌های سفت شدن (Set accelerators) به جلوگیری از یخ زدگی ملات تازه مخلوط شده در زمانی که کار بنایی در شرایط بسیار سرد انجام می‌شود، کمک می‌کند و کندکننده‌های سفت شدن (set retarders) به جلوگیری از هیدراته شدن سریع ملات در هوای بسیار گرم کمک می‌کنند. مانع آب یکپارچه (Integral water repellents) ملات تمام شده را ضدآب‌تر می‌کند و شوره زنی (efflorescence) را کاهش می‌دهد (لکه‌ای که روی سطح دیوار شکل می‌گیرد هنگامی که رطوبت اضافی مواد معدنی را به سطح دیوار می‌برد) ایجاد می‌شود. ممکن است از افزودنی‌های دیگر برای بهبود قابلیت کار کردن قبل از سفت شدن و استحکام چسبندگی در کار نهایی استفاده شود.

## خواص حالت خمیری ملات
ملات با حالت خمیری به کار می‌رود و سپس سخت می‌شود؛ بنابراین بررسی ویژگی‌های آن در دو قسمت بررسی می‌شود:
- ویژگی‌های آن در زمان خمیری
- ویژگی آن بعد از سخت شدن

خصوصیات خمیری ملات از آن نظر اهمیت دارد که مشخص‌کننده مناسب ملات در هنگام بنایی است و همانند ملات سخت شده در خور توجه است. هر دو آن‌ها تعیین‌کننده ویژگی‌های دیوار یا عنصر تکمیل شده‌ای هستند که باید مقاوم و مستحکم باش…
-خواص ملات‌ها در حالت خمیری عیبارتند از کارایی، قابلیت نگهداری آب، روانی اولیه و روانی پس از مکش
- کارایی:ملات کارا یکپارچه و چسبنده است و از قوام و غلظت مطلوب بر خوردار است. این ویژگی آن را برای بنایی مناسب می‌نماید. ملات زمانی کارا و کامل است که اجزای مخلوط از یکدیگر جدا نشوند، وزن قطعه را به خوبی تحمل نماید، به راحتی تراز شود و حالت خود را حفظ کند، امتداد ردیف چینی افقی را به راحتی به وجه قائم عنصر ساختمانی بچسباند و به آسانی در محل‌های ملات خور بدون آنکه بچکد و روی دیوار را لکه لکه کند، پهن شود.
- قابلیت نگهداری آب:این ویژگی در ملات مانع از دست رفتن سریع آب مخلوط شده در هنگام تماس آن با سطح جاذب مصالح بنایی می‌شود و در نتیجه از کاهش حالت خمیری در ملات می‌شود. در زمان تماس با مصالح بنایی که خاصیت جذب کمی دارند، قابلیت بالایی نگهداری آب مانع از آب انداختن ملات می‌شود. آب انداختن باعث به وجود آمدن لایه نازکی از آب بین ملات و مصالح ساختمانی می‌شود، این حالت موجب شناوری و کاهش چسبندگی بین ملات و مصالح بنایی خواهد شد. قابلیت نگهداری آب در آزمایشگاه به وسیله آزمایش روانی اندازه‌گیری می‌شود.
- روانی اولیه و روانی پیش از مکش:روانی ملات با یک آزمایش ساده مشخص می‌شود. یک مخروط ناقص از ملات بر روی دستگاه مخصوص قرار می‌گیرد.. این وسیله در ۱۵ ثانیه ۲۵ بار بالا و پایین می‌رود. در طول این ملات روان و قطر مخروط بیشتر می‌شود. روانی نسبت بین میزان افزایش قطر ملات به قطر اولیه است که به صورت درصد نمایش داده می‌شود.

-خواص ملات سخت شده عبارتند از :استحکام چسبندگی، دوام، مقاومت فشاری، تغییرات حجمی، عدم نفوذ آب، زمان سختی، شوره زدن و رنگ.
- استحکام چسبندگی:در واقع مهم‌ترین ویژگی ملات سخت شده‌است. متغیرهای زیادی موجب چسبندگی می‌شوند که عبارتند از:
- خواص ملات=نوع و میزان مواد اولیه (میزان چسبندگی مواد متفاوت است، هر چه میزان ماده چسبنده بالا باشد، استحکام و چسبندگی آن بیشتر است و بلعکس)، روانی (بین میزان روانی ملات با مقاومت کششی آن ارتباط مستقیمی وجود دارد. استحکام چسبندگی برای تمام ملات‌ها، با بهبود روانی افزایش می‌یابد)، تأثیر میزان هوا (افزایش میزان هوا در ملات با کاهش میزان چسبندگی هماهنگ است)، قابلیت نگهداری آب (هر چه قابلیت نگهداری آب در ملات بیشتر باشد چسبندگی آن بهبود یافته در نتیجه استحکام چسبندگی آن افزایش می‌یابد)، مقاومت فشاری (هر چقدر مقاومت فشاری ملات بیشتر باشد استحکام چسبندگی آن بیشتر است. مقاومت فشاری ملات با مقدار ماده چسبنده درون آن بستگی تام دارد. افزایش مقاومت فشاری با افزایش مقدار چسبنده نسبت مستقیم دارد و با افزایش مقدار آب بیش از مقدار مناسب نسبت معکوس پیدا می‌کند)
- خواص مصالح بنایی:بافت مصالح بنایی، میزان جذب آب،
- اجرا:سرعت اجرا، حفظ رطوبت ملات
- نگهداری:کنترل حرکت، کنترل رطوبت، کنترل حرارت
- دوام:دوام ملات یا توانایی آن در مقابل یخ بندان در دوره‌های مکرر اندازه‌گیری می‌شود.
- مقاومت فشاری:مقاومت فشاری ملات بستگی تام با مقدار ماده چسبنده درون آن دارد.
- تغییر حجم
- عدم نفوذ آب:مقدار عمده نشست آب در دیواره‌های بنایی از طریق ترک‌های ریز بین ملات و اجزای دیوار صورت می‌پذیرد.
- زمان سختی:زمان سختی ملات، سرعتی است که ملات مقاومت لازم را در برابر خراشیدگی و سایش پیدا می‌کند.
- شوره زدن:نفوذ مقدار زیادی آب به دیوار ساختمانی که ملات آن دارای نمک‌های محلول زیادی است، موجب بروز شوره می‌شود.
- رنگ ملات:هماهنگی و یک نواختی رنگ‌بندها تأثیر چشمگیری در ظاهر دیوار ساختمانی دارد. شرایط آب و هوایی، میزان رطوبت همراه با مصالح بنایی و اختلاط ملات تأثیر اساسی در رنگ ملات در بندها دارد.[۵]

## ملات ماسه آهک
ماسه مصرفی در ملات ماسه آهک باید بیشتر خاکی باشد این نوع ماسه که به آن ماسه کفی می‌گویند از بستر رودخانه به دست می‌آید. آهک مورد نیاز در این نوع ملات در حدود ۳۰۰ الی ۴۰۰ کیلوگرم آهک در متر مکعب ماسه است این ملات بیشتر برای آجر چینی به کار می‌رود
ملات ماسه آهک به دو شکل تهیه می‌شود.
- الف: آهک شکفته شده با ماسه به نسبت معلوم مخلوط شده و سپس آخوره می‌شود و بدان آب اضافه می‌گردد و با ورز دادن ملات ماسه آهک تهیه می‌شود.
- ب: شیره آهک وارد آخوره ماسه آهک شده به آن آب اضافه می‌شود و ورز کامل گرفته تا ملات ماسه آهک به دست آید؛ که این روش کاملاً اصولی بوده و ملاتی ممزوج به وجود می‌آید.

به‌طور کلی از ورز دادن کامل آن ملاتی به صورت عسلی به دست می‌آید. بدیهی است مقدار آهک بایستی در حد متناسب باشد؛ زیرا آهک اضافی باعث پوک شدن ملات به مرور زمان خصوصاً در اقلیمهای خشک و گرم می‌شود. مقدار آهک برای هر متر مکعب ۲۵۰ کیلوگرم یا به نسبت یک بر چهار اصطلاحاً پرمایه گفته می‌شود، خواهد بود.
این ملات با رعایت آجرهای آبخوره شده جهت رجهای کرسی چینی، دیوارهای آجری، مجاری آب، حوضچهها، حوضهای آب و آب‌انبارها در قسمتهایی که احتمال اثر رطوبت و نفوذ آب وجود داشته باشد، با رعایت دوغاب ریزی روی رجها و آب‌بندی کردن آن‌ها به شکل رج به رج به کار می‌رود. همچنین در سنگ کاری و فرش کفهای مرطوب به عنوان ملات و در پی سازی و مواد مشابه کاربرد فراوان داشته و دارد. فرق ملات گل آهک و ماسه آهک در این بوده که در ملات گل آهک به علت عدم وجود دانه‌های ریز و درشت احتمال خرد شدن ملات در زیر رجهای و نیروهای فشاری وجود داشته، در صورتی که در ملات ماسه آهک خطرترک و خرد شدن ملات وجود ندارد.
از ویژگی‌های ملات ماسه آهک دانه بندی ریزدانه ماسه‌ها می‌باشد که با رعایت آن ملاتی با لز و مرغوب به وجود خواهد آمد. خودگیری مراحل اولیه این ملات پس از ۱۲ تا ۲۴ ساعت بوده و مرحله دوم تا ۲۸ روز و خودگیری نهایی در مقابل رطوبت بعد از سال‌ها و با فعل و انفعالات شیمیایی کربنات کلسیم و جذب گاز انیدریک کربنیک از هوا می‌باشد تا به حالت اول برگردد و جسم را به وجود آورد.
Ca(OH)2 + CO2 = CaCo3 + H2O
این ملات آبی بوده از این رو در روزهای اول ترکیب به‌طور مصنوعی به آن آب پاشیده می‌شود تا خودگیری خود را دنبال کرده و اصطلاحاً سوخته یا پوک نشود. چنانچه نوع دانه بندی مرغوب و مقدار آهک و آب کافی باشد، برای ملات ۲۸ روزه تاب فشاری در حدود 60 Kg/Cm2 خواهد بود.

## ملات پی دارو
این ملات از پیه مذاب همراه با گرد آهک شکفته تشکیل می‌شود و معمولاً مقدار و نسبت این دو جسم یکی بوده و از برای گرفتن درز و نفوذ آبرفتها، منبع و حوضچه آب‌انبارها یا کناره شیر آب سنگی و سفالهای آب منگولها و مواردی مشابه به کار می‌رفته‌است. نحوه استفاده از این ملات بدین صورت است که بیشتر پیه بز را به وسیله حرارت باز کرده و در حالت روانی کامل گرد آهک شکفته نرم و الک شده بدان پاشیده می‌شود و ورز می‌گیرد تا در حالت خمیری ملایم درآید. بلافاصله در حالی که گرم است، در محلی که قبلاً به صورت شکافی باز شده‌است قرار می‌گیرد و با پشت قاشق به طرفین پخ یا ماهیچه و پس از سرد شدن، ملات جامد و به مرور خودگیری خود را انجام می‌دهد. به علت چرب بودن این ملات در مقابل آب نفوذ ناپذیر می‌باشد. در مواردی به این ملات خاک رس و تار پنبه آن هم به اندازه کم اضافه می‌شود تا ملات بدون پیوند نباشد. در بعضی موارد به این ملات، سفیده تخم مرغ نیز اضافه می‌شده‌است. وجود سفیده تخم مرغ باعث چسبندگی بیشتر مواد می‌شود. همچنین اضافه کردن مقداری موی بز یا پشم شتر به جای تار پنبه سبب پیوند بیشتر دانه‌ها و مواد ملات به یکدیگر می‌گردد. خودگیری این ملات نیز در زیر آب و در دسته ملاتهای آبی می‌باشد.

## ملات ماسه سیمان
در ملات ماسه سیمان از ماسه شکسته یا ماسه رودخانه‌ای کاملاً شسته استفاده می‌شود مقدار سیمان در این ملات بین ۳۰۰ تا ۶۰۰ کیلوگرم در متر مکعب می‌باشد نظر به این که سطح مخصوص ماسه به علت ریزی دانه از سطح مخصوص شن و ماسه بیشتر است و از طرفی سیمان باید مانند فیبر نازکی دور تمام دانه ماسه قرار گیرد و باعث چسبندگی آن‌ها به یکدیگر شود مقدار سیمان مصرفی در ملات بیشتر از سیمان مصرفی در بتن است از این ملات در تمام قسمت‌های ساختمان می‌توان استفاده کرد مانند آجر کاری، سیمان‌کاری، کاشی کاری و غیره

## ماسه سیمان آهک

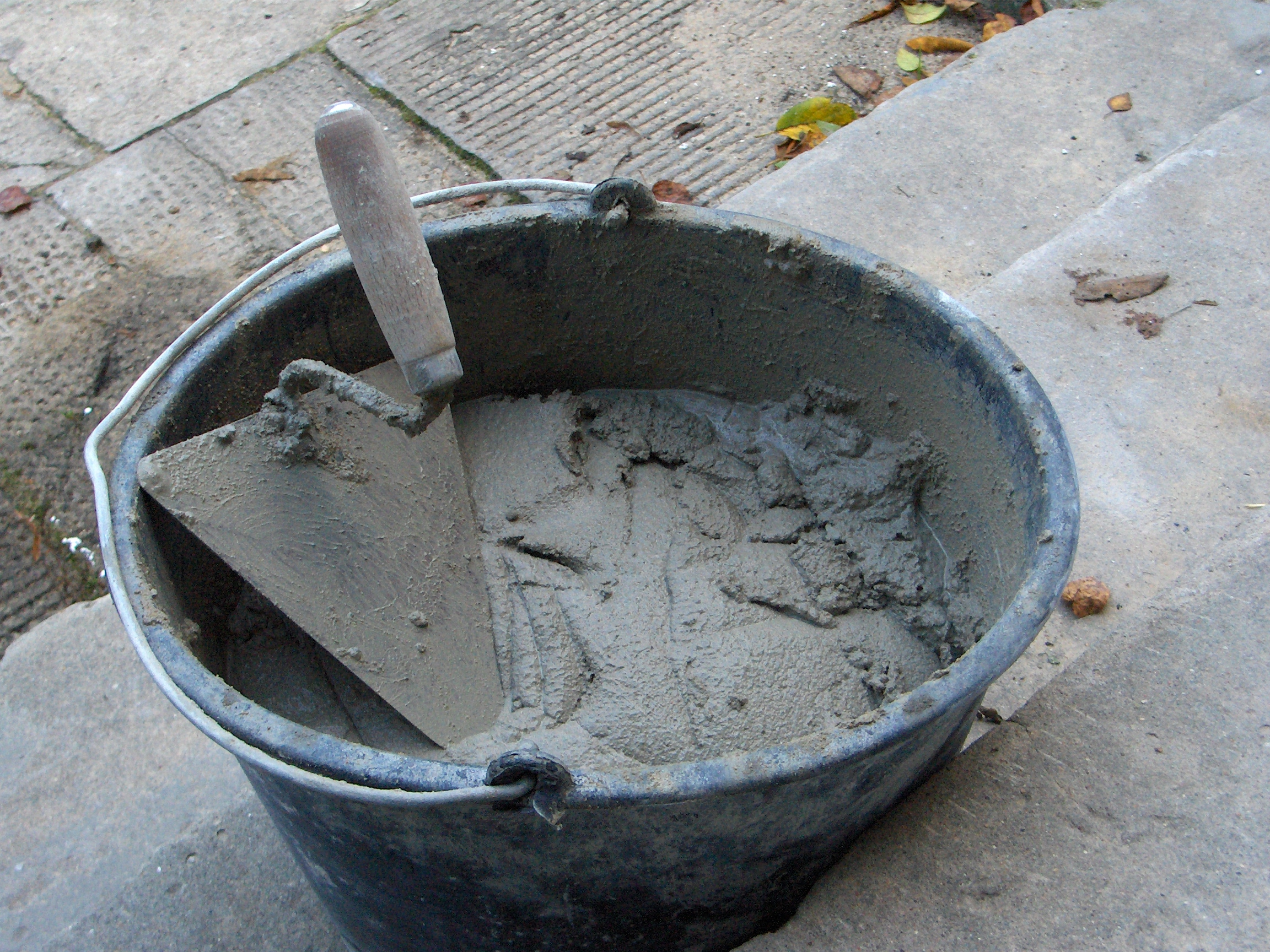
ملات ماسه_سیمان

به این ملات باتارد یا حرام‌زاده می‌گویند از ملات محکم و ارزان در ساختمان است ماسه این ملات ماسهٔ رودخانه است و چند درصد هم خاک دارد برای ساختن این ملات حدود ۱۰۰ تا ۱۵۰ کیلوگرم سیمان و ۱۵۰ تا ۲۰۰ گرم آهک در متر مکعب ماسه لازم است این ملات بیشتر در اجر چینی و دیوار سازی استفاده می‌شود
این ملات و سایر ملات‌هایی که آهک دارند را نمی‌توان در مکان‌هایی که در تماس با قیراست استفاده کرد زیرا آهک قیر را فاسد می‌کند
بعد استفاده از ملات‌هایی که در آن‌ها سیمان به کار رفته باید حداقل تا ۳–۴ روز آن آبپاشی کنند تا سختی لازم را به دست آورد
ملات دارای سیمان نباید در دمای زیر صفر استفاده شود زیرا در این صورت آب داخل ملات یخ بسته سیمان سخت نمی‌شود

## ملات گچ و گچ و خاک
این ملات‌ها بیشتر موقع ساختن طاق ضربی و دیوارهای تیغه‌ای ۵ سانتی‌متری به کار می‌رود درصد خاک و گچ بستگی به سرعت گیرایی گچ دارد و معمولاً حدود ۵۰ در صد گچ و ۵۰ درصد خاک رس است (ترکیب یک به یک) علت اضافه نمودن خاک رس به گچ این است که اولاً گچ وخاک ملاتی دیر گیر تر نسبت به ملات گچ خالص هست در ثانی وجود خاک در گچ آن را پلاستیک تر (خاص شکل‌پذیری ملات را بیشتر می‌کند) می‌کندملات گچ و گچ و خاک از ملات‌های زود گیر هستند